# Salon Napoléon III

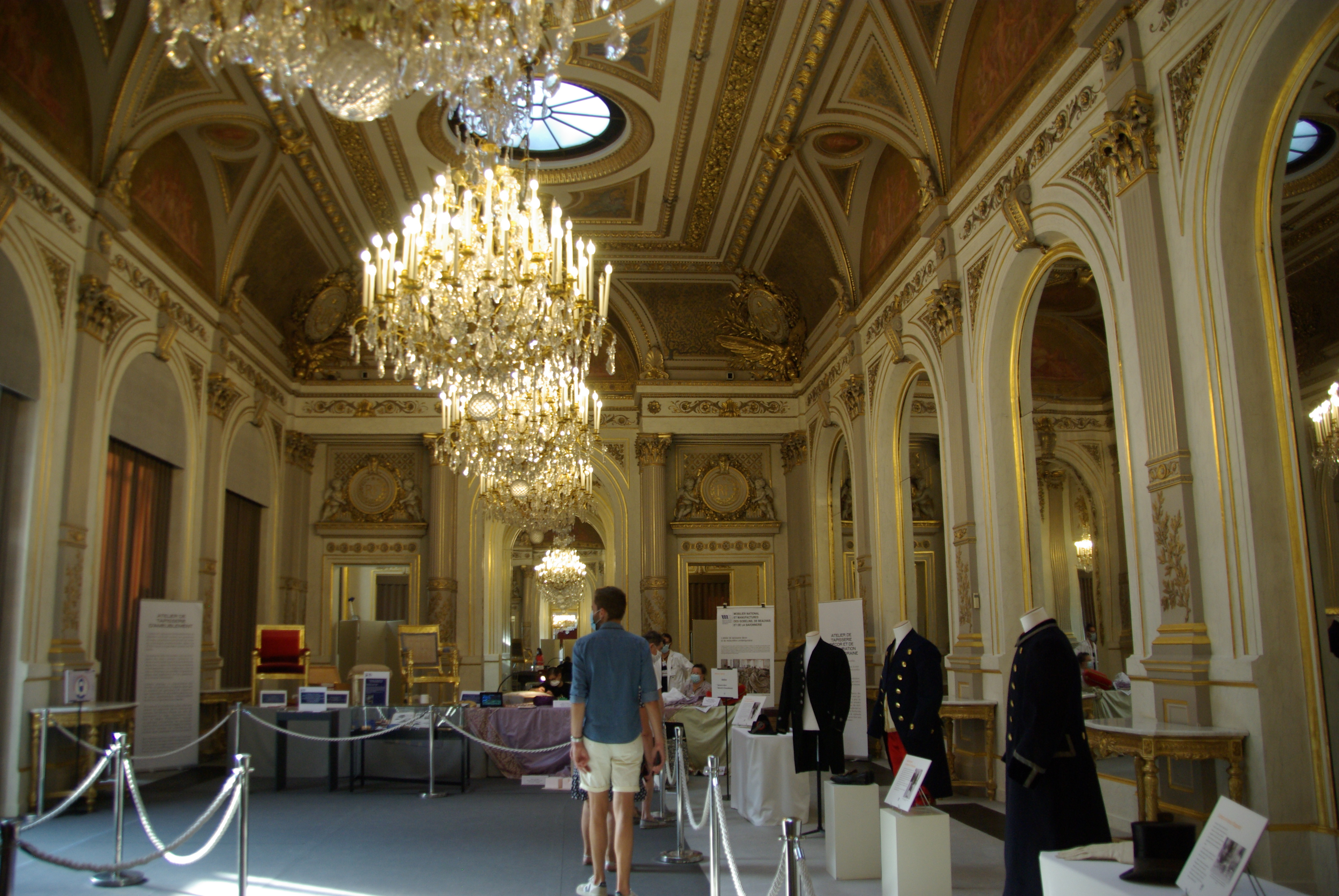
Salon Napoléon III, palais de l'Élysée.

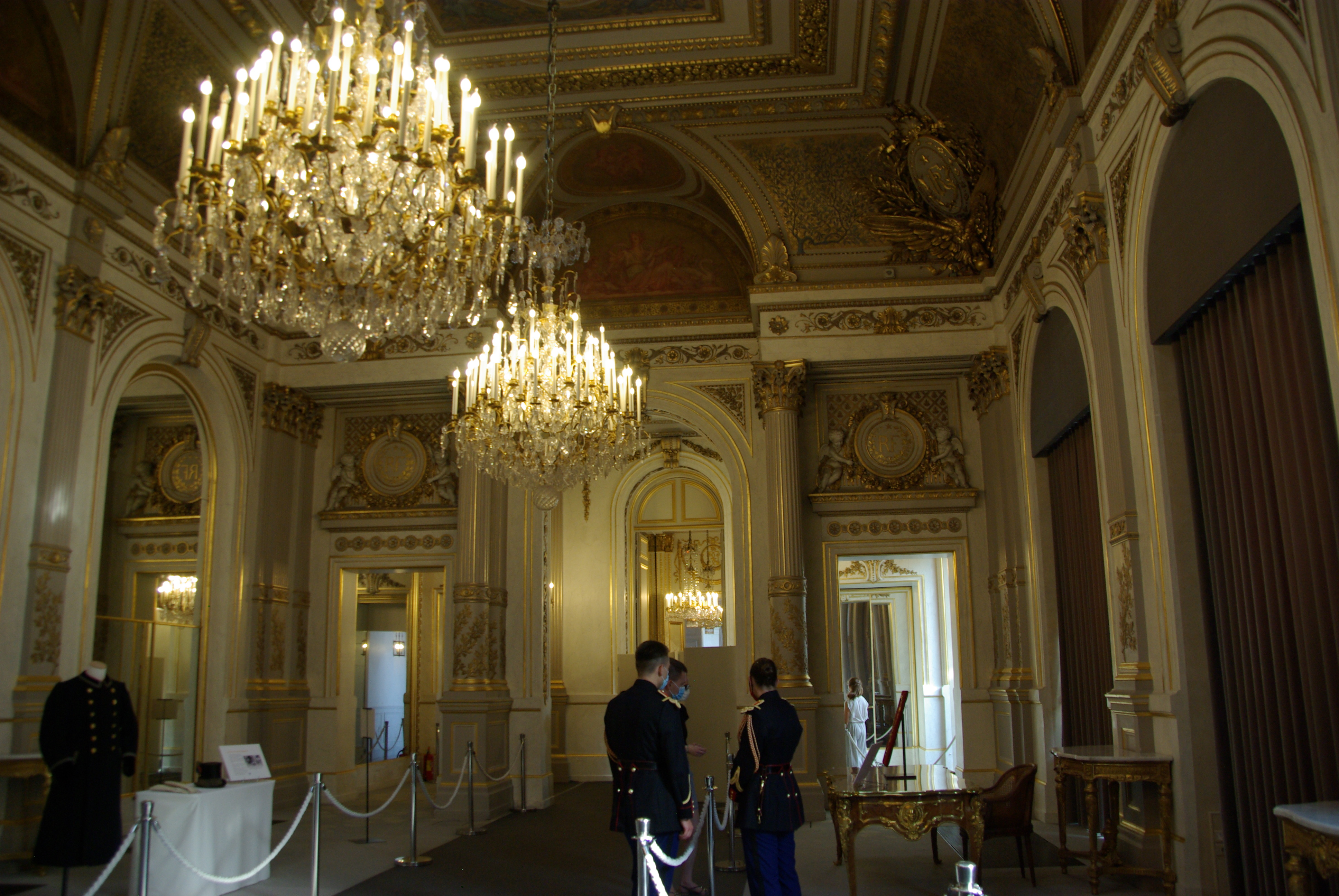

Le salon Napoléon III est un salon du palais de l'Élysée, résidence du président de la République. 

## Description
Le salon Napoléon III jouxte le salon Murat. Il est aujourd'hui une antichambre de la salle des fêtes et du jardin d'hiver. Les plats préparés dans les cuisines du palais arrivent au rez-de-chaussée par ce salon via un souterrain.
Le salon Napoléon III conserve encore, comme le laisse supposer son nom, des signes du Second Empire comme les moules d'aigles impériaux ornant les angles des plafonds, le monogramme « RF » entouré de branches d'olivier et de chêne n'ayant été rajoutés qu'ultérieurement pour donner une touche plus républicaine à la salle. Le décor est d'origine, essentiellement composé de colonnes et pilastres chargés d'or. Les trois lustres monumentaux de cristal datent de la fin du XIXe siècle et sont identiques à ceux de la salle des fêtes et du jardin d'hiver. Le salon est meublé de 8 consoles Second Empire de style Louis XVI. Jusqu'à la construction du jardin d'hiver, la salle donnait sur le parc par une série de baies vitrées masquées par des doubles rideaux de velours de laine frappé rouge, derrière lesquelles le personnel de service s'activait lors des grands dîners d'État.

## Histoire

### Avant le Second Empire
Le salon Napoléon III occupe l'emplacement de l'ancienne orangerie de la duchesse de Berry.

### Du Second Empire à la Troisième République
Le salon est commandé en 1860 par le règne Napoléon III. Il est conçu par Joseph-Eugène Lacroix, qui doit en faire la première salle de bal du palais. Le salon est à nouveau agrandi et transformé sous la présidence de Patrice de Mac Mahon afin d'en faire une grande salle à manger d'honneur. 

### Depuis la Quatrième République
Le salon Napoléon III sert de nos jours, comme la salle des fêtes et le jardin d'hiver voisins, aux réceptions officielles, aux conférences bilatérales (notamment avec les principaux partenaires européens de la France), mais aussi aux conférences de presse du président de la République.
Le président François Hollande utilise le salon lors de certaines allocutions, et notamment lors de l'attentat contre Charlie Hebdo.